# ザ・スライドショー
ザ・スライドショーは、マルチタレントであるみうらじゅんといとうせいこうのユニット「ROCK'N ROLL SLIDERS」によるトークイベントの名称である。

## 出演者
ROCK'N ROLL SLIDERS（ロックンロール・スライダーズ）
- みうらじゅん(MJ)
- いとうせいこう(SI)
- スライ（SLY。人間ではなくスライド機のことであるが、歴としたメンバーとしてクレジットされている。また、公演スタッフもスライに含まれるとされている）

## 概要
みうらが全国各地を飛び回って集めた珍奇な写真や自作のイラストをスライドに仕立てて発表し、それに対していとうが逐一ツッコミを入れるというやりとりが延々と続くイベントである。「マイブーム」の元祖であるみうらの独自すぎる観点により編集されたスライドは、時には呆れさせられ、時には爆笑を呼ぶ代物になっている。常に得意げにゆるい内容のスライドを発表するみうらと必死にツッコミを入れ続けるいとうの、事前の打ち合わせが一切ないバトルトークが評判を呼び、毎回多くの観客を集めている。

## 公演内容

### オープニング
オープニングではロックンロール・スライダーズの選曲によるBGMに乗せて、観客への煽り言葉（「LADIES & FELLA」「HUMAN & GOD」「Oh! My Buddha」など）のスライドと、過去に発表された名作スライドが交互に映し出される。第4回からはさらに舞台装置やエキストラなどを用いた無駄に豪華、かつまったく意味のない演出も挟まれるようになった。
オープニング曲
- フラワー・トラベリン・バンド『SATORI PART2』 - 第4回
- スティービー・ワンダー『ALL IN LOVE IS FAIR』 - 第5回
- ビースティ・ボーイズ『FIGHT FOR YOUR RIGHT』 - 第6回、第12回
- チェイス『黒い炎』 - 第10回

演出の一例
- レーザー光線で、本編とまったく関係ない井上ひさしやゆずのイラストを描く
- 泉麻人（第4回）、アニ（スチャダラパー、第5回）、水野晴郎（第6回）、大江千里、伊集院光、山田五郎（以上3人は第7回）、猫ひろし（第12回）がオープニングのためだけに登場。猫以外はスライドネタに関する仮装をしているので一見しては分からないのだが、水野の場合は映画『シベリア超特急』で自らが演じている山下大将のコスプレで、スライドでも「水野晴郎（本人）」と表示されたため、会場からの大喝采を浴びた。
- 松崎しげるによる「スライダーズ・愛のテーマ」熱唱
- 「とっとこハム太郎」ならぬ「ひょっとこ公太郎」のダンス
- 巨大人形による「ハブとマングースショー」開催（ハブ隊長：シンコ（スチャダラパー）、マングース隊長：かせきさいだぁ≡）
- 「メガネ祭り」と称して、メガネを祭った御輿で囃し立てる
- ゆるキャラのパレード
- ビリーズブートキャンプ（ニセ者）

など
オープニングアクトのあと、みうらといとうが舞台に登場。第7回ごろまでは、第一声でいとうが先ほどのオープニングの無意味な内容やみうらの服装へのツッコミを入れたり、観客への「こんな意味のないイベントに、なんでみんな来てるんだ」という内容の苦情（もちろん冗談の範疇である）を申し立てたりしていた。近況を交えつつ、いとうが時事問題について「○○ってどうよ？」とみうらに問いかけ、みうらがこじつけでコメントすることが恒例になっている。いとうが「スライドを見る覚悟が出来た」ところで本編の上演となるが、みうらがトークに夢中になり、いとうの方からスライド上映を促す場合もある。

### 上映されるスライド
毎回上映されるスライド内容は異なるが、公演の直前の時点でみうらが興味を持っていたものが主な題材となっている。単発で発表されるスライドもあれば、タイトルを付けられてシリーズで紹介されるものもある。スライドではなく動画作品を披露することもある。
発表するスライドに対しては、スライドの対象物が如何に素晴らしいものであるかを、みうらがゆるく、かつ得意げな口調で説明を加える。それに対していとうがツッコミや訂正を入れ、スライドの披露と二人のトークの応酬でイベントが進行していく。あまりにくだらない内容のスライドには、みうらが罵倒気味の解説を付けることも多く、シリーズ作品のタイトルも「カスハガ」「とんまつり」などと見下して付けられる場合がある。ただし実際は、珍奇な被写体に対するみうらの屈折した愛情表現と受け取れるものである。第4回にて、みうらはスライドにタイトルを付ける理由を「好きになろうとするものには、名前を付けておきたいから」「これは常識だから。俺の中では」と述べている。
スライドの内容は本番で発表されるまでまったくいとうに知らされず、公演前の楽屋もみうらといとうで別々なのはもちろん、いとうが勝手にネタを覗き見ないように監視スタッフをつける徹底ぶりである。いとうは毎回この件について愚痴を言うものの、このことがトークをより「真剣勝負」にさせている。
以下に、主なスライド作品を示す。
カスハガ
撮影した意図が分からない「カスのような絵葉書」を紹介する。「カスハガ巡礼」というものもあり、絵葉書の撮影地にみうらが出向き、あたかもカスハガにみうらが入りこんだような作品になっている。
寺変（テラヘン）
みうらの得意分野ともいえる「寺で見つけた変なもの」を紹介する。
とんまつり
「奇祭と呼ぶのもおこがましい、とんまな祭り」のこと。現地にみうらが出向き取材した様子を紹介する。特に第4回で紹介した和歌山県の「笑い祭」はみうら自身にも大きなインパクトを与え、みうらの著書「とんまつりJAPAN」の表紙を飾った。
オレのシリーズ
オープニングの時事トークの発展系で、あるキーワードに対してみうらが抱くイメージを、実際の意味を調べずに（または知っていても知らない体で）イラスト化して発表する。例えば「オレのポル・ポト派」はハトの群れのことになっていたり、「オレのエルニーニョ」は天災を呼ぶネズミのことになっていたりする（トッポ・ジージョと引っ掛けてあるものと思われる）。
銅像シリーズ
全国各地の珍奇な銅像を紹介。元々は「蝋人形シリーズ」が主体だった。派生として銅像とみうらが戯れるシリーズ、何枚か連続で銅像の写真を紹介し、みうらが妄想したストーリーをつける「愛の銅像劇場」などがある。
ムカエマ
全国各地の神社で見つけた「ムカつく願意の絵馬」を紹介。回によっては「バカエマ」とも称される。いとうは「みうらさんに共感できるコーナー」とし、スライドショーの作品の中では珍しく二人揃って絵馬にツッコミを入れたり、意味不明な内容の絵馬の謎解きをしたりしている。二人で神社へ行くとみうらがムカエマを探しに行ったままなかなか帰ってこないので、いとうはかなり迷惑しているらしい。
飛び出し坊や
「飛び出し坊や（または飛び出し小僧）」とは、交通安全を喚起するために立てられた、道路へ飛び出そうとしている少年を形どった看板のこと。その中でも、あまりにデッサンが狂っていたり、経年劣化で無残な姿になったりした坊やの写真を紹介する。
いやげもの
地方などで売られている、もらっても嬉しくない「いやな土産物」を紹介。代表的なものに後述の「二穴オヤジ」や「ウミチュウ」（ビーズで作られたピカチュウなのだが、無数に膿が出ているようにしか見えないもの）などがある。なお、いやげものはスライドのみならず、第3回からは毎回観客にも配布されている。各回で配布されたいやげものは、上演履歴の項目を参照のこと。
二穴オヤジ
「二穴（にけつ）オヤジ」とは、各地の土産物として売られている鉛筆立てに付属している、小人（ドワーフ）風の人形のこと。赤い三角帽、長く白いひげ、手に持ったスコップが特徴。鉛筆を立てる穴が大抵二つ開けられていることからみうらが命名した。各地の二穴オヤジを集めた結果膨大な量になってしまい、二穴オヤジの集合写真はいとうや観客に衝撃を与えた。
天狗ブーム
みうらのマイブームのひとつであった天狗の魅力を伝えるべく、さまざまな天狗の写真や天狗に関わった商品を紹介。みうらはクレイアニメのキャラクター「ピングー」の頭部を天狗に変えた「テングー」なるキャラクターも開発してしまった。ただし、天狗はスライドショーありきのマイブームで、実際にはさほど興味がなかったことを後に告白している。
ゆるキャラ
みうらのマイブームである、全国各地のゆるキャラを紹介。特に国民文化祭ひろしま2000のマスコットキャラクターであった「ブンカッキー」はみうらのお気に入りらしく、現地で取材を行った動画を上映したり、第7回の日本武道館公演でのオープニングにブンカッキーが登場したりした。武道館でのブンカッキーの着ぐるみには大江千里が入っていた。
おばさんシリーズ
中年女性の集合写真や、尻のアップ写真を紹介。おばさん好きというみうらは、いい被写体を見つけると必死になって撮影し、「本人はこっそり撮影しているつもりだが周りから完全にばれている」といとうに呆れられている。この写真の発表時には、みうらがいとうに「どのおばさんが好き?」と問いかけるのも恒例になっている。
「瑠璃仙」のチラシ
第6回で発表された作品。みうら宅に届けられた麻布の宅配弁当屋「瑠璃仙（るりせん）」のチラシの文章をいとうが朗読するだけの内容である。しかし、その文章が「8人の喰いしんぼう」の起業の顛末や、あまりにも稚拙な失敗談をはじめとした赤裸々過ぎる近況などで綴られており、独特の文体がいとうの笑いのツボにはまった。いとうはチラシを読みながら膝から崩れ落ち、仕舞いには文字通り抱腹絶倒してしまったほどであった。DVD収録時には、オーディオコメンタリーにて「瑠璃仙」は今は存在していないことが報告され、みうらは「もっと早く紹介して盛り上げてやればよかった」と述べていた。
文字だけのネタであるため、みうらの判断により長い間公開する機会を逃していたが、みうらは「瑠璃仙」のネタがスライドショーの中で「一番面白かった」と認めている。
なお「瑠璃仙」は、ラーメン店などを経営する「株式会社ホイッスル三好」が、1990年4月から営業譲渡した1994年2月まで同社の弁当宅配事業として展開していたものだった。同社は、2003年から翌年まで「らーめん瑠璃仙」も営業していた。
その他、スライドで取り上げられた題材
- 変わった看板
- 変わった形の栓抜き
- ダサブクロ（ダサい手提げの紙袋）
- キリストの墓、モーゼの墓（とそれぞれ自称している場所）
- 映画『北京原人 Who are you?』
- みうらのプロモーションビデオ『青春ノイローゼ』
- アウトドア般若心経

など

## 上演履歴
- 1996年4月13日 『ザ・スライドショー みうらさん、あんた、どうかしてるよ!』 ラフォーレミュージアム原宿
- 1996年12月23日 『ザ・スライドショー2 みうらさん、まだあんのかよ!』 ラフォーレミュージアム原宿
- 1997年12月23日 『ザ・スライドショー3 みうらさん、もう勘弁してくれよ』 ラフォーレミュージアム原宿

いやげもの「スライダーズに会いたい輪」：珠の中を覗くとみうらといとうの写真が見える「数珠レット」
オープニングで「ROCK'N ROLL SLIDERS」のテーマ曲を披露。DVDの各巻の選択画面で聞くことができる
「オレのシリーズ」初登場
- 1999年2月16日 『ザ・スライドショー4  みうらさん、大きくでたね』 渋谷公会堂

いやげもの「ユノミン」：お湯を注ぐと重要なメッセージ（「とんまつり」のイラスト）が浮かび上がる湯飲み茶碗
「渋公」進出にみうらは終始浮かれる。この回からオープニングがより豪華かつ無意味になる
「とんまつり」初登場
- 2000年2月10日 『ザ・スライドショー5 みうらさん、もうやめようよ』 渋谷公会堂

いやげもの「ヘンジク」：床の間に飾るには躊躇する変なデザインかつ無駄に豪華な掛け軸
蝋人形ネタ初登場（いいロウ出してるシリーズ）
- 2001年2月8日 『ザ・スライドショー6 みうらさん、前夜祭ってなんだよ?』 渋谷公会堂

いやげもの「RS特製金太郎飴」：切っても切ってもみうらといとうのイラストが現れる金太郎飴、「スペシャル753バッグ」つき
「瑠璃仙」ネタでいとうが撃沈
「銅像シリーズ」初登場（銅&ロウ）
エンディングで次回公演の会場が日本武道館と発表され、観客から大喝采を浴びる
- 2001年11月17日 『ザ・スライドショー7 みうらさん、あんた米粒大だよ!』 日本武道館

いやげもの「抜けま栓」：見た目はいとうを形どった南部鉄製の立派な栓抜きだが、デザインを間違えたため栓は抜けない
エンディングで次回公演の会場がハワイと発表され、観客からブーイングを浴びる
- 2002年9月27日 『ザ・スライドショー8 みうらさん、常夏かよ!』アメリカ合衆国ハワイ州・ハワイシアター

いやげもの「RS特製添い寝シーツ」：みうらといとうの等身大写真が印刷されたシーツ
ハワイまでわざわざ400人ものツアー客が集結。しかし内容はハワイとまったく関係ない、いつものゆるさだった
- 2005年9月10日 『ザ・スライドショー9 みうらさん、第二期かよ!』 中野サンプラザ

いやげもの「KBT」：要するに兜のこと。入れて帰るための袋は無いため、ダントツのいやさであった
オープニングは派手な演出はなくなったが、冒頭で観客がKBTを強制着用させられ、知らされていなかったいとうを唖然とさせた
- 2005年12月30日 『ザ・スライドショー9.5　シークレットライブ』 ラフォーレミュージアム原宿

いやげもの「RS特製年賀状」：珍しく「いやじゃない」絵葉書
「ザ・スライドショー9」のDVD発売決定により開催
スライド機を使用せず、観客に「旅のしおり」を配布し、それをめくりながら写真を紹介する試みがあった
アウトドア般若心経の前身「マイ般若心経」発表
- 2007年9月25日-10月19日『ザ・スライドショー10 JAPAN TOUR 2007 みうらさん、やりすぎだよ!』

渋谷C.C.Lemonホール、愛知厚生年金会館、福岡市民会館、北海道厚生年金会館、大阪厚生年金会館の5会場で開催
いやげもの「食べ物乗せるな危険!絵皿」：各会場で異なった似顔絵が描いてあった。東京では泉麻人、愛知ではハリセンボンの似顔絵皿が配られた
ネタも各会場で異なっており、JAPAN TOURの名に恥じない内容であった
「石景山のこと言えないだろ」というテーマで、日本各地の「どこかで見たけど何かが違う」キャラクター作品を多数紹介
「アウトドア般若心経・完全版」発表
- 2010年9月18日『ザ・スライドショー11 スライダーズpresents講演　映画と私』 浅草公会堂

いやげもの「YONDE みうらじゅんの100冊」：みうらが自費出版した小冊子
第3回したまちコメディ映画祭in台東のライブイベントとして開催。シークレットライブ扱いのため、TV放送は無し
タイトル通り、映画作品や映画俳優に関するネタで構成された
- 2012年9月7日-11月22日『ザ・スライドショー12 みうらさん､今度は見仏記SPかよ!』

渋谷公会堂、福岡市民会館、NHK大阪ホール、仙台市民会館の4会場で開催
いやげもの「飛び出すパンフレット」：みうらといとうの写真が飛び出して見える表紙の大型パンフレット。入れて帰るための袋が無く、A3サイズのためカバンにも入らないといういやげものであった
二人のライフワークとも言える『見仏記』の20周年ということで、全編にわたって仏閣・仏像に関するネタで構成された
- 2016年6月28日『ザ・スライドショー13 みうらさん、体育館かよ!』 国立代々木競技場第二体育館

いやげもの「RS特製カメオ」：2個組のカメオ風ブローチで、それぞれみうらといとうの似顔絵が彫られていた
- 2018年2月2日『ザ・スライドショー14 みうらさん、還暦かよ!』 横浜文化体育館

いやげもの「MJ生原稿」：みうらが過去に執筆した原稿がランダムに配布された
前日にはR-18の前夜祭イベントとして、みうらの誕生日と彼のエロスクラップが500巻を突破したことを記念した「ESショー」を同会場で開催
- 2021年7月9日『ザ・スライドショー15 いとうさん、呼び出してごめん』 盛岡市民文化ホール

いやげもの「冷マ」：冷蔵庫に貼るマグネット。みうらといとうが豆撒きの如く裃と袴を着用した写真で、「豆マ」と書かれていた
同会場で行われたみうらじゅんフェス（2021年7月10日-9月5日）の前夜祭として開催
新型コロナウイルス感染症の影響によりスライド作品は少なめで、みうらが描いた絵画作品42枚を披露。みうら曰く「俺に暇を与えたらどうなるかをコロナの野郎に教えてやる」
2021年7月20日から同27日まで、PIA LIVE STREAMでの動画配信も行われた
上記以外にも、みうらが行った他のイベントのオプション企画などでスライドショーが開催されている。

## TV放送・DVD
公演の内容は第4回がCS-WOWOWアリーナ、第5回から第13回がWOWOWにて録画放送されている。また、このときの放送を元にDVDが製作され、過去に以下の作品が発売されている。なお、WOWOW ONLINEにて2005年に有料で第3回から第8回が、2007年に無料で第4回が動画配信された。
- ザ・スライドショー　ほぼ完全版!（第4回を収録。ブックレット付き）
- ザ・スライドショー 3～7（第3回から第7回までの単品発売）
- ザ・スライドショー コンプリートBOX（上記の3,5,6,7の各巻と、第1回・第2回を合わせて1巻にしたものを収録）
- ザ・スライドショー 8 in HAWAII 公認ブートレグ盤付き
- ザ・スライドショー 9&9.5
- ザ・スライドショー 10「東京公演版」「名古屋公演版」「博多公演版」「札幌公演版」「大阪公演版」
- ザ・スライドショー 10 DVD-BOX（上記の各公演版に、特典DVDを加えたセット）
- ザ・スライドショー 12+11（第12回の東京公演版と、第11回のダイジェストを収録）
- ザ・スライドショー 13
- ザ・スライドショー 14（映像特典として、みうらじゅんフェスと前夜祭ダイジェストも収録）

## 映画
2017年2月18日に、『ザ・スライドショー』の20周年を記念し、本イベントを題材にした映画『ザ・スライドショーがやってくる!「レジェンド仲良し」の秘密』が全国で公開された。配給は日活とWOWOW。監督は映像ディレクターの伏原正康、構成は放送作家のおぐらりゅうじ。みうらといとうは監修を務めた。
みうら、いとう、公演に携わった関係者へのインタビューをはじめ、舞台裏映像、過去の公演の傑作選、みうらによる歴代いやげもの解説などを通して、『ザ・スライドショー』がいかにして生まれるのかを追った内容となっている。
2017年8月2日にDVDを発売。通常版と、60分以上の特典映像付きの豪華版が用意された。